# Federação Paulista de Atletismo
A Federação Paulista de Atletismo, fundada em 30 de janeiro de 1924, é a entidade máxima do Atletismo em São Paulo. A Federação responde à Confederação Brasileira de Atletismo (CBAt).

## Modalidades

### Salto
- Altura
- Distância
- Triplo
- Vara

### Pista
- Velocidade
- Meio-Fundo
- Barreiras
- Revezamento
- Cross country

### Lançamento
- Dardo
- Disco
- Martelo

## Clubes fundadores
- CA Paulistano
- CR Tietê
- SC Germânia
- SC Syrio
- Santos FC
- Palestra Itália (hoje SE Palmeiras)
- Clube Esperia